# Wereldkampioenschap superbike van Magny-Cours 2014
Het wereldkampioenschap superbike van Magny-Cours 2014 was de elfde ronde van het wereldkampioenschap superbike en de tiende ronde van het wereldkampioenschap Supersport 2014. De races werden verreden op 5 oktober 2014 op het Circuit Magny-Cours nabij Magny-Cours, Frankrijk.

## Superbike

### Race 1
| Pos | Nr  | Rijder               | Constructeur | Rondes | Tijd         | Grid | Punten |
| --- | --- | -------------------- | ------------ | ------ | ------------ | ---- | ------ |
| 1   | 50  | Sylvain Guintoli     | Aprilia      | 19     | 36:45.206    | 5    | 25     |
| 2   | 33  | Marco Melandri       | Aprilia      | 19     | +2.257       | 6    | 20     |
| 3   | 65  | Jonathan Rea         | Honda        | 19     | +5.954       | 3    | 16     |
| 4   | 1   | Tom Sykes            | Kawasaki     | 19     | +15.670      | 1    | 13     |
| 5   | 76  | Loris Baz            | Kawasaki     | 19     | +16.149      | 7    | 11     |
| 6   | 91  | Leon Haslam          | Honda        | 19     | +29.411      | 10   | 10     |
| 7   | 34  | Davide Giugliano     | Ducati       | 19     | +57.319      | 2    | 9      |
| 8   | 57  | Lorenzo Lanzi        | Ducati       | 19     | +59.306      | 15   | 8      |
| 9   | 29  | Max Neukirchner      | Ducati       | 19     | +1:12.274    | 12   | 7      |
| 10  | 52  | Sylvain Barrier      | BMW          | 19     | +1:22.931    | 13   | 6      |
| 11  | 59  | Niccolò Canepa       | Ducati       | 19     | +1:39.670    | 16   | 5      |
| 12  | 21  | Jérémy Guarnoni      | Kawasaki     | 19     | +1:42.886    | 21   | 4      |
| 13  | 71  | Claudio Corti        | MV Agusta    | 19     | +2:03.253    | 18   | 3      |
| 14  | 67  | Bryan Staring        | Kawasaki     | 18     | +1 ronde     | 23   | 2      |
| 15  | 9   | Fabien Foret         | Kawasaki     | 18     | +1 ronde     | 20   | 1      |
| 16  | 74  | Nicolas Salchaud     | MV Agusta    | 18     | +1 ronde     | 27   |        |
| 17  | 32  | Sheridan Morais      | Kawasaki     | 17     | +2 ronden    | 19   |        |
| 18  | 99  | Geoff May            | EBR          | 17     | +2 ronden    | 28   |        |
| 19  | 58  | Eugene Laverty       | Suzuki       | 17     | +2 ronden    | 9    |        |
| 20  | 10  | Imre Tóth            | BMW          | 16     | +3 ronden    | 25   |        |
| DNF | 16  | Gábor Rizmayer       | BMW          | 7      | Ongeluk      | 26   |        |
| DNF | 20  | Aaron Yates          | EBR          | 7      | Uitgevallen  | 24   |        |
| DNF | 212 | Javier Forés         | Ducati       | 5      | Ongeluk      | 11   |        |
| DNF | 21  | Alessandro Andreozzi | Kawasaki     | 3      | Ongeluk      | 22   |        |
| DNF | 24  | Toni Elías           | Aprilia      | 2      | Ongeluk      | 14   |        |
| DNF | 22  | Alex Lowes           | Suzuki       | 2      | Uitgevallen  | 8    |        |
| DNF | 7   | Chaz Davies          | Ducati       | 1      | Ongeluk      | 4    |        |
| DNS | 44  | David Salom          | Kawasaki     | 0      | Niet gestart | 17   |        |

### Race 2
| Pos | Nr  | Rijder               | Constructeur | Rondes | Tijd           | Grid | Punten |
| --- | --- | -------------------- | ------------ | ------ | -------------- | ---- | ------ |
| 1   | 33  | Marco Melandri       | Aprilia      | 19     | 36:25.402      | 6    | 25     |
| 2   | 50  | Sylvain Guintoli     | Aprilia      | 19     | +2.669         | 5    | 20     |
| 3   | 91  | Leon Haslam          | Honda        | 19     | +16.450        | 10   | 16     |
| 4   | 1   | Tom Sykes            | Kawasaki     | 19     | +20.759        | 1    | 13     |
| 5   | 57  | Lorenzo Lanzi        | Ducati       | 19     | +46.689        | 15   | 11     |
| 6   | 29  | Max Neukirchner      | Ducati       | 19     | +58.490        | 12   | 10     |
| 7   | 76  | Loris Baz            | Kawasaki     | 19     | +1:03.100      | 7    | 9      |
| 8   | 71  | Claudio Corti        | MV Agusta    | 19     | +1:24.699      | 18   | 8      |
| 9   | 7   | Chaz Davies          | Ducati       | 19     | +1:27.899      | 4    | 7      |
| 10  | 59  | Niccolò Canepa       | Ducati       | 19     | +1:51.706      | 16   | 6      |
| 11  | 9   | Fabien Foret         | Kawasaki     | 18     | +1 ronde       | 20   | 5      |
| 12  | 16  | Gábor Rizmayer       | BMW          | 17     | +2 ronden      | 26   | 4      |
| 13  | 10  | Imre Tóth            | BMW          | 17     | +2 ronden      | 25   | 3      |
| DNF | 67  | Bryan Staring        | Kawasaki     | 16     | Ongeluk        | 23   |        |
| DNF | 58  | Eugene Laverty       | Suzuki       | 14     | Ongeluk        | 9    |        |
| DNF | 212 | Javier Forés         | Ducati       | 12     | Uitgevallen    | 11   |        |
| DNF | 21  | Jérémy Guarnoni      | Kawasaki     | 12     | Schade ongeluk | 21   |        |
| DNF | 65  | Jonathan Rea         | Honda        | 11     | Schade ongeluk | 3    |        |
| DNF | 52  | Sylvain Barrier      | BMW          | 6      | Ongeluk        | 13   |        |
| DNF | 32  | Sheridan Morais      | Kawasaki     | 4      | Uitgevallen    | 19   |        |
| DNF | 34  | Davide Giugliano     | Ducati       | 3      | Schade ongeluk | 2    |        |
| DNF | 99  | Geoff May            | EBR          | 2      | Uitgevallen    | 28   |        |
| DNF | 22  | Alex Lowes           | Suzuki       | 1      | Ongeluk        | 8    |        |
| DNF | 20  | Aaron Yates          | EBR          | 1      | Uitgevallen    | 24   |        |
| DNF | 24  | Toni Elías           | Aprilia      | 0      | Uitgevallen    | 14   |        |
| DNF | 74  | Nicolas Salchaud     | MV Agusta    | 0      | Schade ongeluk | 27   |        |
| DNS | 21  | Alessandro Andreozzi | Kawasaki     | 0      | Niet gestart   | 22   |        |
| DNS | 44  | David Salom          | Kawasaki     | 0      | Niet gestart   | 17   |        |

## Supersport
De race, die gepland stond over een lengte van 17 ronden, werd na 12 ronden afgebroken vanwege een ongeluk van Lucas Mahias en werd niet herstart.
| Pos | Nr  | Rijder               | Constructeur | Rondes | Tijd           | Grid | Punten |
| --- | --- | -------------------- | ------------ | ------ | -------------- | ---- | ------ |
| 1   | 16  | Jules Cluzel         | MV Agusta    | 12     | 23:54.426      | 1    | 25     |
| 2   | 60  | Michael van der Mark | Honda        | 12     | +20.274        | 4    | 20     |
| 3   | 44  | Roberto Rolfo        | Kawasaki     | 12     | +24.232        | 17   | 16     |
| 4   | 26  | Lorenzo Zanetti      | Honda        | 12     | +24.911        | 10   | 13     |
| 5   | 21  | Florian Marino       | Kawasaki     | 12     | +26.599        | 8    | 11     |
| 6   | 88  | Kev Coghlan          | Yamaha       | 12     | +26.860        | 11   | 10     |
| 7   | 5   | Roberto Tamburini    | Kawasaki     | 12     | +28.110        | 5    | 9      |
| 8   | 99  | P.J. Jacobsen        | Kawasaki     | 12     | +29.777        | 6    | 8      |
| 9   | 14  | Ratthapark Wilairot  | Honda        | 12     | +53.463        | 13   | 7      |
| 10  | 6   | Dominic Schmitter    | Yamaha       | 12     | +54.266        | 14   | 6      |
| 11  | 87  | Luca Marconi         | Honda        | 12     | +57.226        | 19   | 5      |
| 12  | 22  | Mason Law            | Kawasaki     | 12     | +1:07.547      | 22   | 4      |
| 13  | 64  | Matt Davies          | Honda        | 12     | +1:10.889      | 26   | 3      |
| 14  | 11  | Christian Gamarino   | Kawasaki     | 12     | +1:20.101      | 25   | 2      |
| 15  | 155 | Massimo Roccoli      | MV Agusta    | 12     | +1:27.838      | 7    | 1      |
| 16  | 36  | Martín Cárdenas      | Honda        | 12     | +1:38.961      | 23   |        |
| 17  | 53  | Valentin Debise      | Honda        | 11     | +1 ronde       | 21   |        |
| 18  | 7   | Nacho Calero         | Honda        | 11     | +1 ronde       | 24   |        |
| DNF | 54  | Kenan Sofuoğlu       | Kawasaki     | 8      | Ongeluk        | 3    |        |
| DNF | 17  | Lucas Mahias         | Yamaha       | 7      | Schade ongeluk | 2    |        |
| DNF | 4   | Jack Kennedy         | Honda        | 6      | Ongeluk        | 9    |        |
| DNF | 65  | Vladimir Leonov      | Honda        | 3      | Ongeluk        | 15   |        |
| DNF | 25  | Alex Baldolini       | Honda        | 3      | Ongeluk        | 16   |        |
| DNF | 161 | Alexey Ivanov        | Yamaha       | 2      | Uitgevallen    | 27   |        |
| DNF | 19  | Kevin Wahr           | Yamaha       | 1      | Schade ongeluk | 18   |        |
| DNF | 10  | Alessandro Nocco     | Kawasaki     | 0      | Ongeluk        | 12   |        |
| DNF | 23  | Cédric Tangre        | Suzuki       | 0      | Ongeluk        | 20   |        |
| DNF | 61  | Fabio Menghi         | Yamaha       | 0      | Uitgevallen    | 28   |        |

## Tussenstanden na wedstrijd

### Superbike
| Pos | Nr | Rijder           | Team     | Punten |
| --- | -- | ---------------- | -------- | ------ |
| 1   | 1  | Tom Sykes        | Kawasaki | 378    |
| 2   | 50 | Sylvain Guintoli | Aprilia  | 366    |
| 3   | 33 | Marco Melandri   | Aprilia  | 312    |
| 4   | 65 | Jonathan Rea     | Honda    | 301    |
| 5   | 76 | Loris Baz        | Kawasaki | 282    |

### Supersport
| Pos | Nr | Rijder               | Team      | Punten |
| --- | -- | -------------------- | --------- | ------ |
| 1   | 60 | Michael van der Mark | Honda     | 205    |
| 2   | 16 | Jules Cluzel         | MV Agusta | 132    |
| 3   | 21 | Florian Marino       | Kawasaki  | 120    |
| 4   | 26 | Lorenzo Zanetti      | Honda     | 103    |
| 5   | 88 | Kev Coghlan          | Yamaha    | 98     |

1991 · 2003 · 2004 · 2005 · 2006 · 2007 · 2008 · 2009 · 2010 · 2011 · 2012 · 2013 · 2014 · 2015 · 2016 · 2017 · 2018 · 2019 · 2020 · 2021 · 2022 · 2023 · 2024 · 2025